# Taurasi riserva
Le Taurasi riserva est un vin rouge italien doté d'une appellation DOCG depuis le 26 mars 1970. Seuls ont droit à la DOC les vins rouges récoltés à l'intérieur de l'aire de production définie par le décret.
Vieillissement minimum légal : 4 ans, dont au moins 18 mois en fût de chêne ou châtaignier ainsi que 6 mois en bouteille.
Le Taurasi riserva répond à un cahier des charges plus exigeant que le Taurasi, essentiellement en relation avec le vieillissement et le titre alcoolique. 

## Aire de production

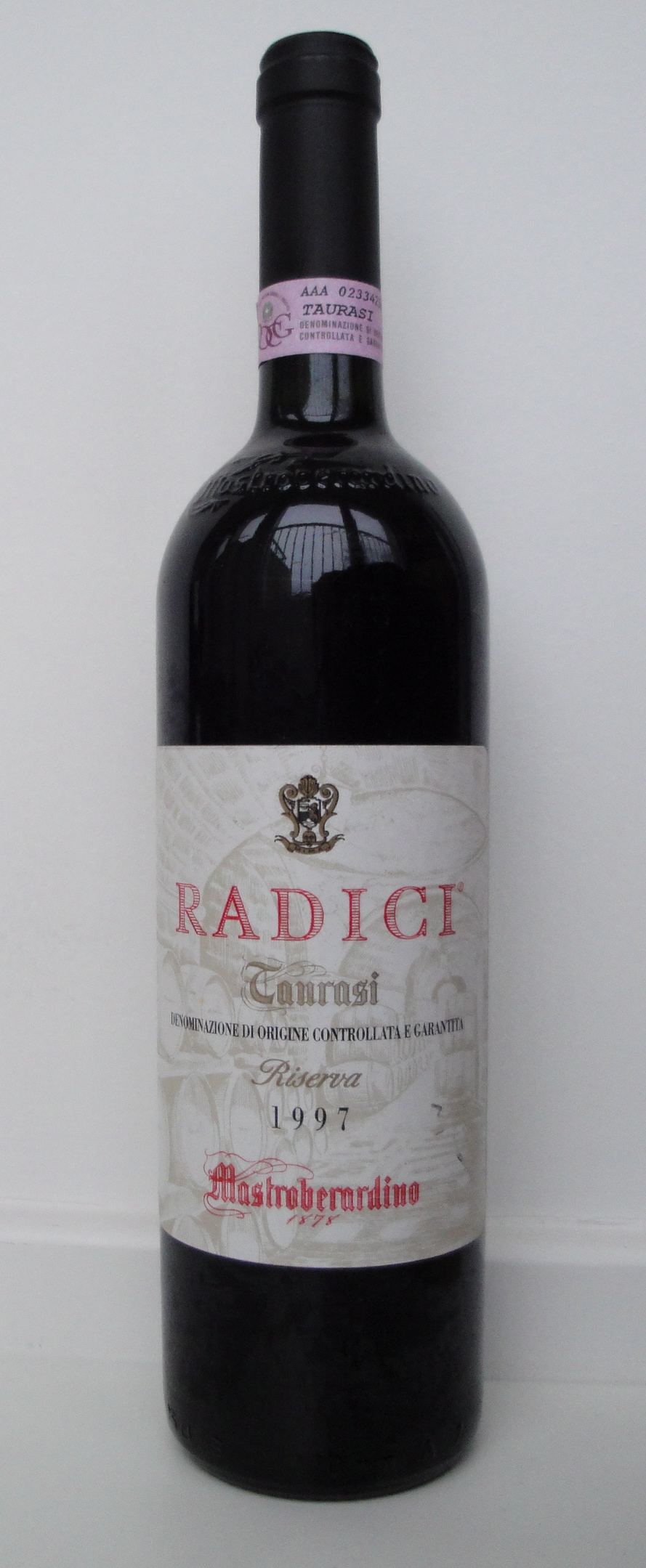
Une bouteille de Taurasi riserva.

Les vignobles autorisés se situent en province d'Avellino dans les communes Taurasi, Bonito, Castelfranci, Castelvetere sul Calore, Fontanarosa, Lapio, Luogosano, Mirabella Eclano, Montefalcione, Montemarano, Montemiletto, Paternopoli, Pietradefusi, Sant'Angelo all'Esca, San Mango sul Calore, Torre Le Nocelle et Venticano.

## Caractéristiques organoleptiques
- couleur: rouge rubis intensif
- odeur: fruits rouges, caractéristique
- saveur: sèche, plein, harmonique

Le Taurasi riserva se déguste à une temperature comprise entre 16 et 18 °C et se gardera  5 - 15 ans.

## Production
Province, saison, volume en hectolitres :